# Akseli Kokkonen
Akseli Ensio Kokkonen (Oslo, 27 febbraio 1984) è un ex saltatore con gli sci finlandese naturalizzato norvegese.

## Biografia
In Coppa del Mondo esordì il 23 novembre 2001 a Kuopio (36°) e ottenne l'unico podio il 6 marzo 2004 a Lahti (2°). Non partecipò né a rassegne olimpiche né iridate.

## Palmarès

### Coppa del Mondo
- Miglior piazzamento in classifica generale: 19º nel 2004
- 1 podio (a squadre):
  - 1 secondo posto